# Felsőszenterzsébet
Felsőszenterzsébet è un comune dell'Ungheria di 16 abitanti (dati 2001). È situato nella contea di Zala.